# Grupo de Minsk de OSCE
El Grupo de Minsk de OSCE (inglés The OSCE Minsk Group) es el grupo de países miembros de la Organización para la Seguridad y la Cooperación en Europa (OSCE) que preside la búsqueda de medios para resolver el conflicto del Alto Karabaj. Los Copresidentes del grupo de Minsk son Rusia, Francia y Estados Unidos. Además, el Grupo está integrado por Bielorrusia, Alemania, Italia, Suecia, Finlandia y Turquía, así como por Azerbaiyán y Armenia. Сopresidentes del grupo son:
- Ígor Popov de Rusia
- Stefan Visconti de Francia
- Andrew  Shofer de los Estados Unidos.[3]

## Historia

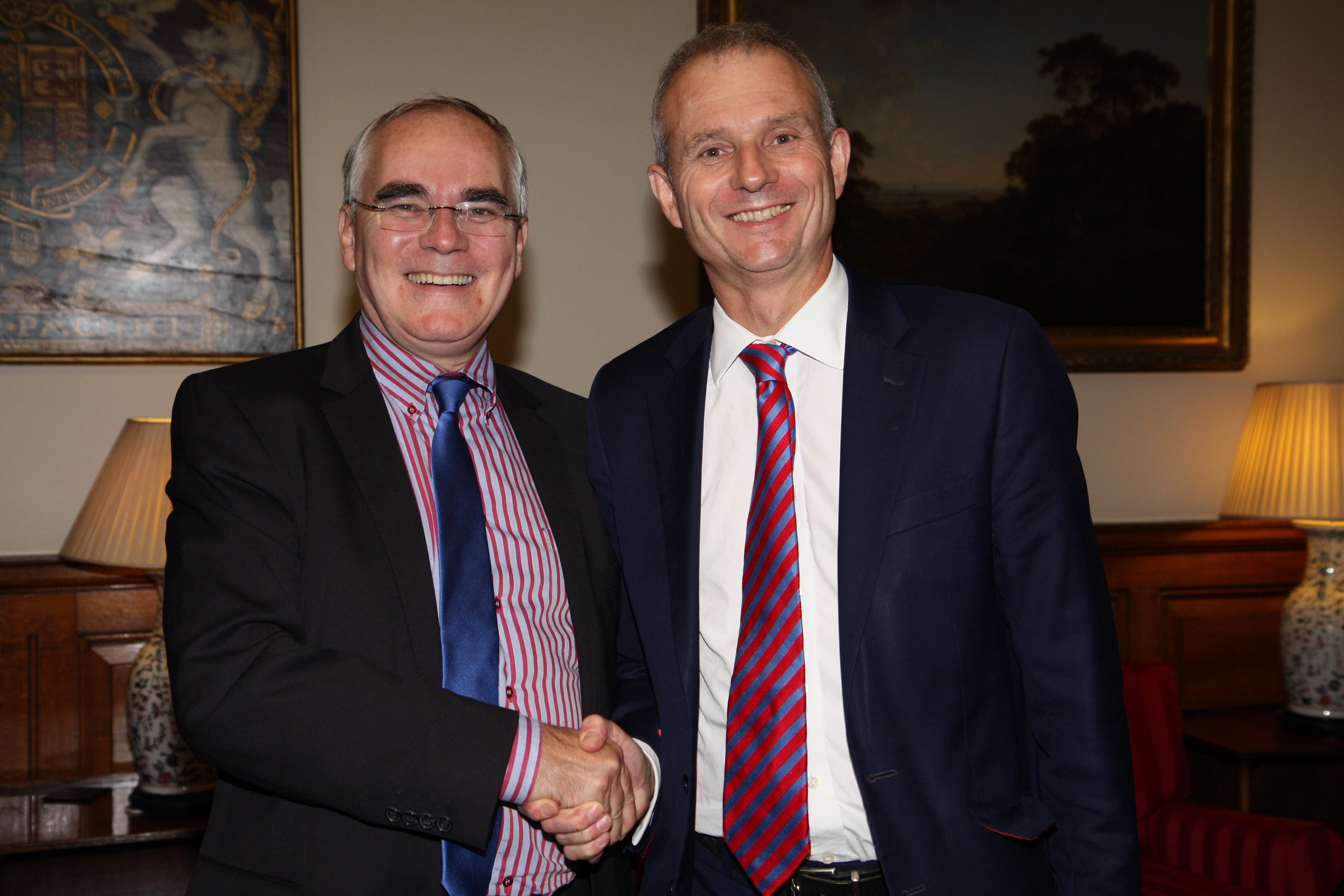
El ministro para Europa David Lidington se entrevistó con Pierre Andrieu, copresidente del Grupo de Minsk en Londres, el 17 de noviembre de 2014.

El conflicto entre los azerbaiyanos y armenios, que tenía los fundamentos históricos y culturales se agravó en el período de reestructuración de la URSS (“perestroika”), en los años 1987 - 1988 en el contexto de la reactivación de los movimientos nacionales en Armenia y Azerbaiyán.
El 10 de diciembre de 1991, en la autoproclamada República de Nagorno Karabaj se realizó referéndum sobre la independencia.

## Creación del grupo
El 30 de enero de 1992, Armenia y Azerbaiyán, que después de la disolución de la Unión Soviética obtuvieron la independencia, adquirieron al trabajo de OSCE y eso creó la oportunidad para inclusión de la organización al proceso de la búsqueda de los medios de solución del conflicto entre dos estados.
El 30-31 de enero de 1992, el Consejo de los Ministros exteriores de OSCE en el encuentro en París decidió enviar sus relatores a la zona del conflicto de Karabaj. Al concluir esa misión, el 28 de febrero, el Comité de altos funcionarios de la OSCE en la reunión extraordinaria pidió a las partes del conflicto un alto el fuego, y también pidió a todos participantes de OSCE que impusieran un embargo para el suministro de armas de los partes del conflicto.

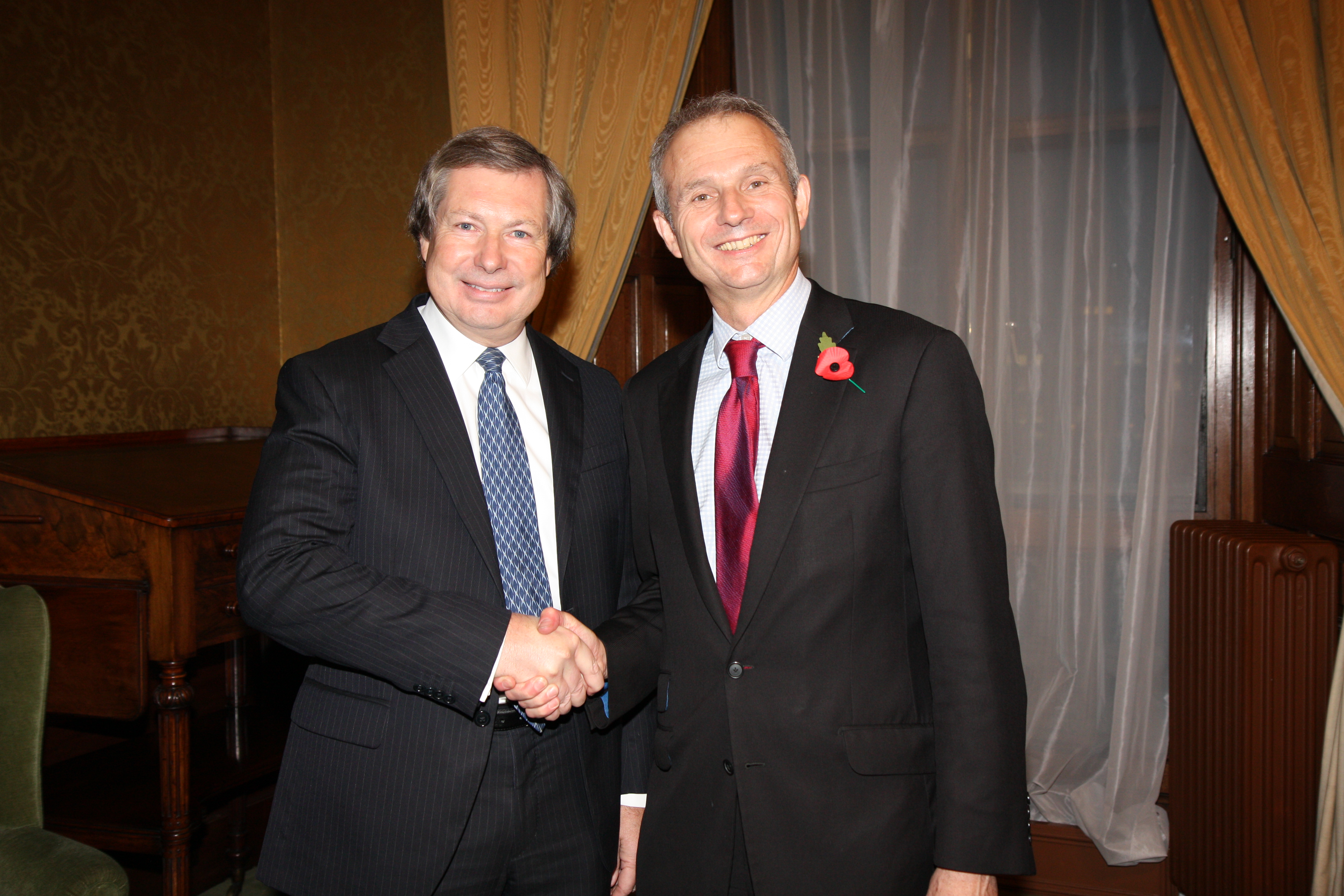
El ministro para Europa David Lidington se entrevistó con James Warlick, copresidente del Grupo de Minsk en Londres, el 28 de octubre de 2014

El 24 de marzo de 1992, se celebró la reunión extraordinaria del Consejo de OSCE, donde se destacó la necesidad de la activación del labor de la OSCE en el proceso de solución del conflicto de Karabaj. Fue decidido convocar una conferencia lo antes posible. La conferencia debía garantizar  el foro constantemente de las negociaciones entre las partes del conflicto para resolver el problema y alcanzar el acuerdo de paz.
Según la decisión del Consejo, en la labor de la conferencia debían participar los representantes de Azerbaiyán, Armenia, Bielorrusia, Alemania, Italia, Rusia, Estados Unidos, Turquía, Francia, República Federal Checa y de Eslovaquia, y como partes interesadas los representantes de Nagorno Karabaj. Fue decidido convocar la conferencia el 21 de junio de 1992 en Minsk, que después de la creación de CEI  se consideraba la capital informal.

## Actividades del grupo
La primera reunión del grupo de Minsk se celebró el 1 de junio de 1992 en Roma. Durante el verano de 1992 se celebraron 5 reuniones en Roma, pero no hubo resultados. El objeto principal de las negociaciones fue la cuestión del estatuto de los representantes de Nagorno Karabaj en el grupo de Minsk.
La última reunión en Roma fue celebrada en el septiembre de 1992 y tenía un carácter informal.
En 1994, el 4-5 de mayo en Biskek por la iniciativa de Asamblea Interparlamentaria de los países de CEI fue firmado un acuerdo sobre el cese del fuego entre Armenia y Azerbaiyán.
En diciembre de 1994, en la reunión de los jefes de los estados-miembros de la OSCE celebrada en Budapest fue definido el mandato del grupo de Minsk.
En 1995, el presidente en ejercicio de OSCE nombró su representante sobre el conflicto. Desde 1996, ese puesto es ocupado por Andrzej Kasprzak.
En 1996, fue decidido crear el instituto de copresidencia. El representante ruso obtuvo el estatuto de presidente permanente en el Grupo de Minsk, un año después Francia había copresidido el Grupo. Tercer copresidente del grupo es el representante de los Estados Unidos. El formato actual de los representantes permanentes se formó definitivamente en 1997.